# Gotha G.II
Die Gotha G.II war ein Langstreckenbomber der deutschen Fliegertruppe im Ersten Weltkrieg.

## Entwicklung
Die Gothaer Waggonfabrik hatte mit der Gotha G.I bereits 1915 erstmals ein der neuen G-Spezifikation entsprechendes zweimotoriges Großflugzeug in einer kleinen Serie produziert. Dieser Entwurf wurde durch den von den Halberstädter Flugzeugwerken kommenden neuen Konstrukteur Hans Burkhard völlig überarbeitet und in der Version G.II als zweistieliger Doppeldecker mit zwei Druckpropellermotoren entworfen. Der Rumpf, bei der G.I mit der oberen Tragfläche verbunden, war nun konventionell auf die untere Tragfläche gesetzt worden, und dementsprechend waren die beiden Motoren seitenversetzt auf den unteren Tragflächen angebracht. Nachdem es bei dem Vorgänger G.I bereits zu einem tödlichen Unfall gekommen war, wurden, um ein Überschlagen des Flugzeugs zu vermeiden, die Motoren nun auf je ein zweiachsig konstruiertes Fahrwerk platziert.
Das Flugzeug sollte der militärischen Anforderung eines Langstreckenbombers entsprechen, der über ausreichend Tragkraft und Reichweite verfügen sollte, um mit einer Bombenlast von 300 kg England zu erreichen. Neben Beobachter und Pilot war ein zweiter MG-Stand für einen Fliegerschützen als drittes Besatzungsmitglied vorgesehen; ein offener Gang verband die drei Besatzungsräume miteinander. Der Rumpf bestand aus einem leinwandüberzogenen Eichenholzgerüst, das kreuzweise mit Drahtverspannung stabilisiert wurde; der Bug war mit Sperrholz verkleidet. Die Motoren wurden mittels Fallbenzinsystem über den zentral über der oberen Tragfläche angebrachten Tank mit Kraftstoff versorgt. Die Bomben wurden unter dem Rumpf und an dessen Seiten aufgehängt.
Nachdem der Prototyp seinen Erstflug im März 1916 absolviert hatte, wurden weitere Modifikationen vorgenommen: Das Fahrwerk wurde auf eine Achse reduziert, die Tragflächen durch ein weiteres Strebenpaar dreistielig abgestützt und das Seitenleitwerk umkonstruiert. In dieser Form wurde eine kleine Serie von zehn Flugzeugen (G.200/16 bis G.209/16) aufgelegt, deren erste Maschine am 25. April 1916 ausgeliefert und der vorgeschriebenen Typenprüfung durch die Idflieg unterzogen wurde. Weitere Tests mit der zweiten Maschine folgten im Sommer, und so erreichten die ersten G.II erst Anfang Herbst 1916 die Front.

## Einsatz
Die Maschinen gelangten beim Kampfgeschwader der Obersten Heeresleitung 1 (Kagohl 1) in Mazedonien an der Balkanfront in den Einsatz. Der Ruf der G.II litt unter der Unzuverlässigkeit der Achtzylinder-Reihenmotoren vom Typ Mercedes D IV, die zu Brüchen der Kurbelwelle neigten. Außerdem zeigte sich, dass die Motorisierung zu schwach war.
Allerdings stellte das Einsatzgebiet besonders harte Anforderungen an die Flugzeuge: Große Temperaturunterschiede, strenge Winter, schroffe Gebirgszüge und schlechte Infrastruktur mit langen Versorgungswegen erschwerten den Einsatz.
Insgesamt wurden 14 Flugzeuge des Typs G.II ausgeliefert. Im Oktober 1916 standen vier Flugzeuge an der Front, deren Zahl jedoch bis Dezember auf drei und bis April 1917 auf eine zurückging. Danach verschwand das Flugzeug aus dem Einsatzbestand.

## Weiterentwicklungen
Auf die G.II folgte 1917 die Gotha G.III mit verbesserter Motorisierung und schließlich die erfolgreicheren G.IV und G.V.

## Technische Daten
| Kenngröße             | Daten                                                                |
| --------------------- | -------------------------------------------------------------------- |
| Besatzung             | 3 (Pilot, Beobachter, MG-Schütze)                                    |
| Länge                 | 12,40 m                                                              |
| Spannweite            | 23,70 m (oben) / 21,90 m (unten)                                     |
| Höhe                  | 4,30 m                                                               |
| Flügelfläche          | 89,5 m²                                                              |
| Leermasse             | 2182 kg                                                              |
| Startmasse            | 3192 kg                                                              |
| Triebwerke            | 2 × Achtzylinder-Reihenmotoren Mercedes D IV, je 220 PS (ca. 160 kW) |
| Höchstgeschwindigkeit | 148 km/h in NN                                                       |
| Steigzeit auf 3000 m  | 28 min                                                               |
| Steigzeit auf 4000 m  | 41 min                                                               |
| Dienstgipfelhöhe      | 5000 m                                                               |
| Reichweite            | 700 km                                                               |
| Flugdauer             | 4 h                                                                  |
| Bewaffnung            | 450 kg Bomben, 2 MG                                                  |